# Jurij Ozerov
Jurij Nikolajevič Ozerov (26. ledna 1921 Moskva, Sovětské Rusko – 15. října 2001 Moskva, Rusko) byl ruský herec a filmový režisér. Pocházel z divadelnické rodiny.
V roce 1939  absolvoval uměleckou školu a vstoupil do Ruské akademie divadelního umění, ale ve stejném roce byl povolán do Rudé armády. V roce 1940 sloužil ve výcvikové komunikační rotě.
V říjnu 1941 byl pověřen funkcí velitele čety. Během bitvy o Moskvu sloužil jako spojař v Moskevském vojenském okruhu. V roce 1942 absolvoval zrychlený kurz na M.V. Frunzeho vojenské akademii. V rámci 18. armády byl převelen na západní frontu a bojoval na 1. a 4. ukrajinském, 2. a 3. běloruském frontu. Zúčastnil se operace u Königsbergu a po dobytí pevnosti byl ponechán v kanceláři velitele Königsbergu. Válku ukončil v hodnosti majora.
Po Druhé světové válce po své armádní deaktivaci studoval nejprve na moskevské divadelní fakultě, odkud posléze přestoupil na fakultu filmovou. Proslul zejména jakožto režisér rozměrných ruských válečných snímků jako byla filmová epopej Osvobození nebo i filmy Boj o Moskvu, Vojáci svobody, Stalingrad a další.
V roce 1962 režíroval je československo-sovětský film Velká cesta, který zachycuje část života Jaroslava Haška.
Spolupracoval i na legendárním snímku Viděno osmi, celovečerním dokumentárním filmu z roku 1973 o Letních olympijských hrách 1972 v Mnichově.

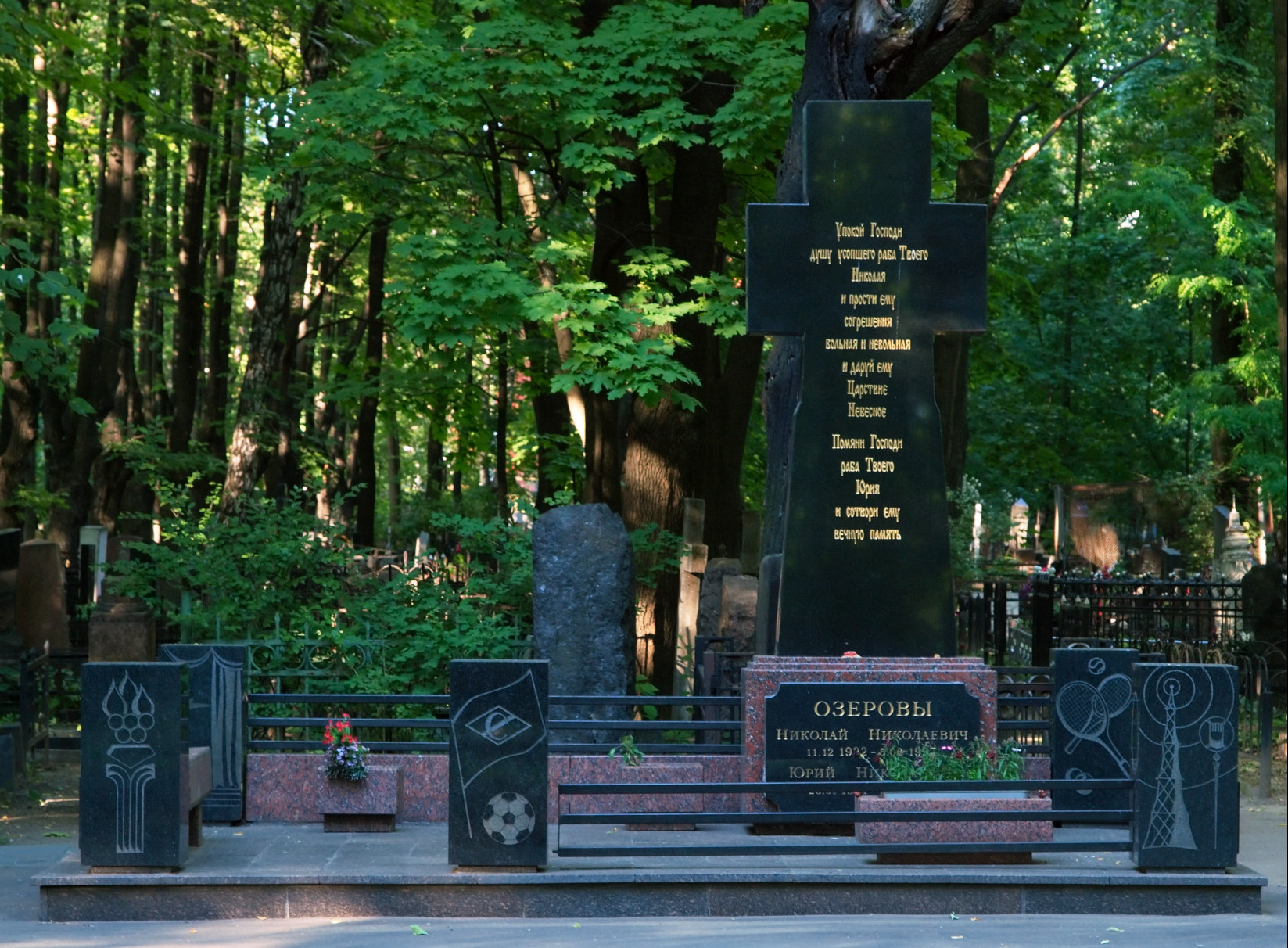
Hrob bratrů Ozerových na Vveděnském hřbitově